# Never Been Better
Never Been Better – czwarty album angielskiego wokalisty Olly’ego Mursa, wydany w listopadzie 2014 roku przez wytwórnie płytowe Epic Records oraz Syco Music. Album zawiera 13 premierowych utworów wokalisty. Krążek uzyskał status platynowej płyty w Wielkiej Brytanii. Pierwszym singlem z płyty został utwór „Wrapped Up”, który zajął 3. miejsce na prestiżowej liście przebojów UK Singles Chart.
W pierwszym tygodniu po premierze album rozszedł się w liczbie 92 597 egzemplarzy, dzięki czemu stał się na trzecim albumem Olly’ego który dotarł do 1. miejsca UK Albums Chart

## Lista utworów
1. „Did You Miss Me” – 3:16
2. „Wrapped Up” (gośc. Travie McCoy) – 3:05
3. „Beautiful to Me” – 4:05
4. „Up” (gośc. Demi Lovato) – 3:44
5. „Seasons” – 3:37
6. „Nothing Without You” – 3:34
7. „Never Been Better” – 4:16
8. „Hope You Got What You Came For” – 3:25
9. „Why Do I Love You” – 3:42
10. „Stick with Me” – 3:37
11. „Can't Say No” – 3:10
12. „Tomorrow" – 3:38
13. „Let Me In” – 4:03

## Notowania i certyfikaty
| Lista (2011–2012)                   | Najwyższa pozycja |
| ----------------------------------- | ----------------- |
| Australia (ARIA Charts)             | 27                |
| Austria (Ö3 Austria Top 40)         | 40                |
| Belgia (Ultratop Flandria)          | 157               |
| Dania (Hitlisten)                   | 38                |
| Finlandia (Suomen virallinen lista) | 28                |
| Irlandia (IRMA)                     | 7                 |
| Niemcy (Official Top 100)           | 38                |
| Norwegia (VG-Lista)                 | 31                |
| Stany Zjednoczone (Billboard 200)   | 42                |
| Szwajcaria (Schweizer Hitparade)    | 20                |
| Szwecja (Sverigetopplistan)         | 50                |
| UK Albums Chart                     | 1                 |

| Kraj                  | Certyfikat | Sprzedaż |
| --------------------- | ---------- | -------- |
| Wielka Brytania (BPI) | 2x Platyna | 886 000+ |